# 515e régiment du train
Pour les articles homonymes, voir 515e régiment.
Le 515e régiment du train est un régiment du train de l'Armée de terre française.
Il est basé aujourd'hui dans la forêt de la Braconne, près d'Angoulême, en Charente. Il est né en 1944 de la fusion entre le deuxième bataillon du premier zouave et le 11e régiment de tirailleurs algériens.

## Histoire

### La naissance (1944-1945)
C'est à Noisy-les-Bains en Algérie, le 1er octobre 1944, que fut créé le groupe de transport 515 à partir des effectifs du 2e bataillon du 1er zouaves et du 11e régiment de tirailleurs algériens. Le groupe de transport 515 était composé d'un état major et de deux compagnies de transport, no 158/515 et no 159/515.
Le centre d'organisation du train d'Algérie (COT) no 45 (créé le 1er octobre 1943 à la suite de la dissolution des escadrons du train d'Afrique du nord) fut responsable de la mise sur pied du groupe de transport 515 et de son rattachement au 28e escadron du train. Dès le 4 octobre 1944, les compagnies de transport no 158/515 et no 159/515, jusqu'alors stationnées à Noisy-les-Bains, font mouvement vers la zone d'attente no 1 située à Oran, ancien département français.
Le 3 novembre 1944, la compagnie de transport (CT) no 158/515 embarque à Oran et le lendemain la CT no 159/515 fait de même, sur le liberty ship "Pierre-Laclide". Elles débarquent à Marseille les 7 et 13 novembre. Les deux compagnies sont alors stationnées à Plan-de-Cuques dans les Bouches-du-Rhône. Après avoir effectué des missions de transport au profit de la base de Toulon alors qu'il était mis à la disposition de la base d'opérations 901, le groupe de transport 515 a poursuivi ses missions au sein de la réserve générale de la 1re armée. Il a alors accompli de nombreuses rotations entre le front et Toulon et effectué de nombreux déplacements sur Belfort, Strasbourg et même l'Allemagne dès la fin des hostilités. Le groupe de transport 515 quitte Plan-de-Cuques le 3 août 1945 pour rejoindre l'est de la France ; la CT no 158/515 s'installe à Metz et la CT no 159/515 à Épinal. Enfin, le 15 août 1945, le groupe de transport 515 est dissous, il devient le 2e régiment auto de transport de Normandie.

### De 1945 à nos jour

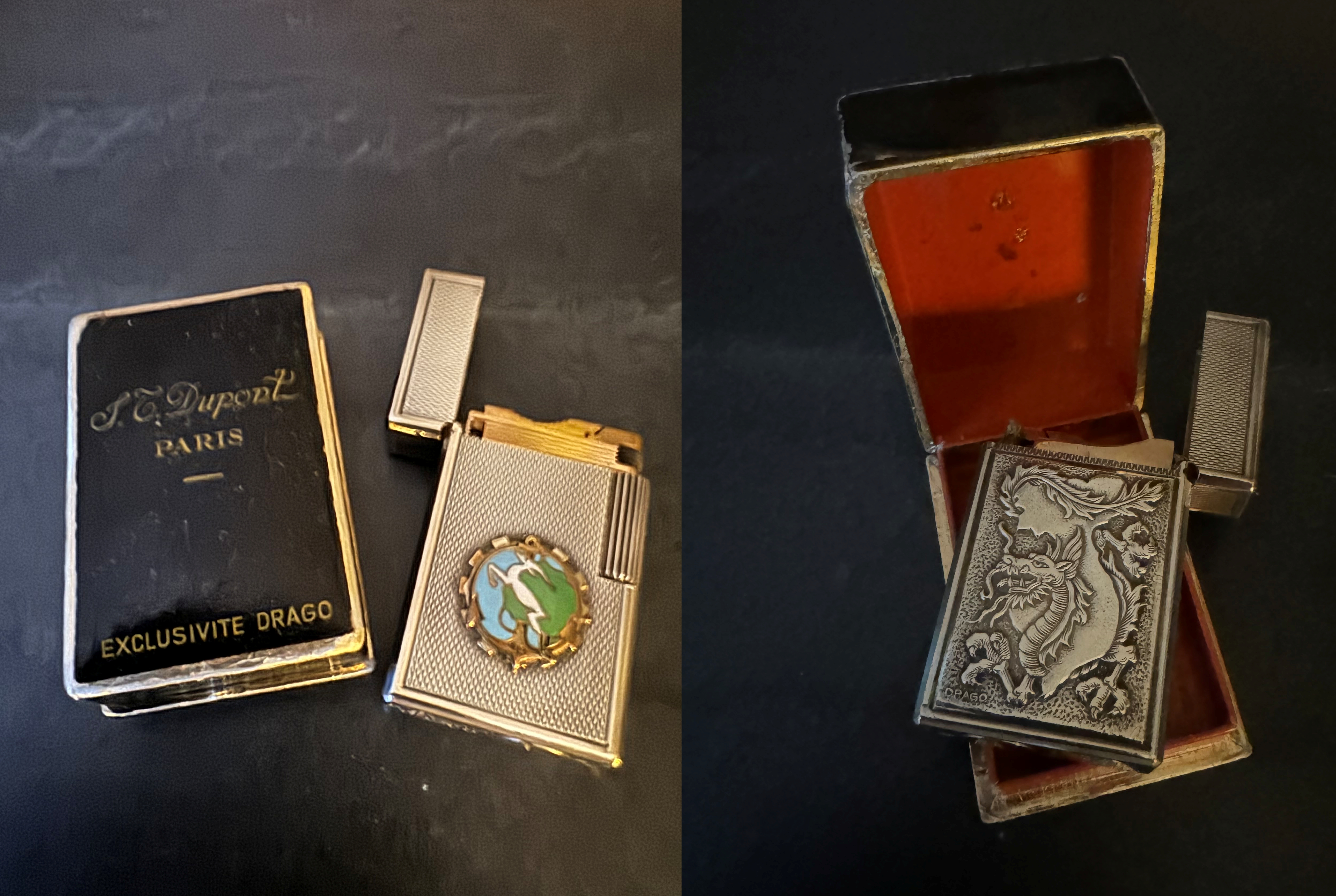
Briquet à essence d'officier du régiment du train en Indochine française produit en 1949 par S.T. Dupont en exclusivité pour la maison Drago.

Dissous après la Seconde Guerre mondiale, il est reformé en 1947 en Indochine. Il est composé des 171e et 271e compagnies de transport. D'août 1947 à la fin des opérations en Indochine, le régiment déplore la perte de cinquante-trois tués, soixante-seize disparus et deux cent quarante blessés. Le 5 juillet 1955, le GT 515 embarque à Saïgon et rejoint l'Algérie (sud Oranais). Il est réduit en 1964 à une compagnie[réf. souhaitée], cantonnée à Tanaïs (commune de Blanquefort, près de Bordeaux). Le 1er juillet 1967, le 515e s'installe en forêt de la Braconne près d’Angoulême, après avoir été recréé à partir d'effectifs du troisième groupe saharien de transport. Il devient en 1975 le 515e groupe de transport lourd[réf. souhaitée] et prend l'appellation de 515e régiment du train à compter du 1er janvier 1978. Son étendard lui est remis le 17 mai 1980 par les mains du général Lagarde, chef d'état-major de l'Armée de terre.
En janvier 1991, un tiers de ses effectifs[réf. nécessaire] est engagé dans l'opération Daguet. Il est également déployé en Somalie, en ex-Yougoslavie, en Afghanistan, en Haïti ou au Liban. Engagé en Côte d'Ivoire avec l'opération Licorne, le régiment forme la majorité des troupes françaises visées lors du bombardement de Bouaké par l'aviation ivoirienne et deux tringlots sont tués.
Le 515e régiment du train est engagé au Mali dans le cadre de l'Opération Serval, puis de l'opération Barkhane. Un sous-officier du régiment a été blessé mortellement  à la suite du passage de son véhicule blindé sur une mine le 4 novembre 2016.

## Effectifs
Environ mille cent hommes et femmes (environ soixante officiers, trois cents sous-officiers, six cent cinquante militaires du rang et quarante-cinq personnels civils), répartis en six unités :
- un escadron de commandement et de logistique[1] ;
- un escadron de transport[1] ;
- un escadron de ravitaillement[1] ;
- deux escadrons de circulation et d'escorte[1] ;
- un escadron de réserve, le 6e escadron spécialisé de réserve [1].

## Matériel
En complément des moyens de commandement informatisés sur véhicule, le régiment peut s'appuyer sur :
- 62 motos;
- 115 véhicules légers tout-terrain ;
- 210 poids lourds (véhicules transport logistique avec ou sans remorque, toutes roues motrices deux et dix tonnes, citernes 10 m3) ;
- 2 grues 45 tonnes Liebherr ;
- 11 engins de manutention lourds et moyens ;
- 9 véhicules de l'avant blindé (VAB) ;
- Plusieurs petits véhicules protégés (PVP) ;
- Armement, matériel de protection contre le risque chimique (NBC), transmissions.

## Subordination
Le 515e régiment du train fait partie de la Brigade logistique. Il est situé sur le territoire la région Terre Sud-Ouest.

## Mission
Sur le territoire national :
- participe aux transports de surface interarmées ;
- participe aux missions communes de l'Armée de terre ;
- mène des actions de secours d'urgence aux populations (tempêtes, inondations, dépollution, lutte contre le feu…) ;
- assure des missions de sécurité générale (Vigipirate, surveillance, défense de points sensibles…).

Sur les théâtres d'opérations extérieures :
- participe aux opérations terrestres ;
- commandement et armement d'une zone logistique de soutien au profit des unités de contact, ravitaillement des forces par voie routière ;
- appuis des mouvements ;
- participe au renforcement des forces françaises partout où elles sont engagées.

Spécificités :
- action en zone urbaine ;
- composante soutien aux opérations amphibies ;
- intégration à l'espace de bataille numérisé ;
- centre de regroupement et d'évacuation des ressortissants (CRER) ;
- suivi informatisé de l'acheminement des ressources.

## Insigne régimentaire

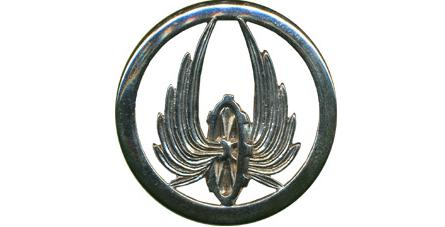
Insigne de béret.

L'insigne du 515e régiment du train a été homologué sous le no G.2641 le 9 août 1978.
Héraldique : « Roue crénelée d’argent ouverte sur champ d’azur chargée d’une gazelle bondissant de candide brochant une partie de l’Afrique occidentale de sinople, le tout sur-brochant une ancre d’or au nombre 515 de sable sur le diamant. »
La gazelle est celle de l’Algérie, en complément de la carte de l’Afrique, elle rappelle le lieu de création du régiment. La roue dentée est celle de l’arme du Train. L’ancre de marine, rappelle les origines des 171e et 271e compagnies de transport qui étaient subordonnées respectivement à la 9e division d’infanterie coloniale et à la 10e division d’infanterie coloniale en 1943.

## Étendard
Il porte, cousues en lettres d'or dans ses plis, les inscriptions, :
- Indochine 1947-1954
- AFN 1952-1962

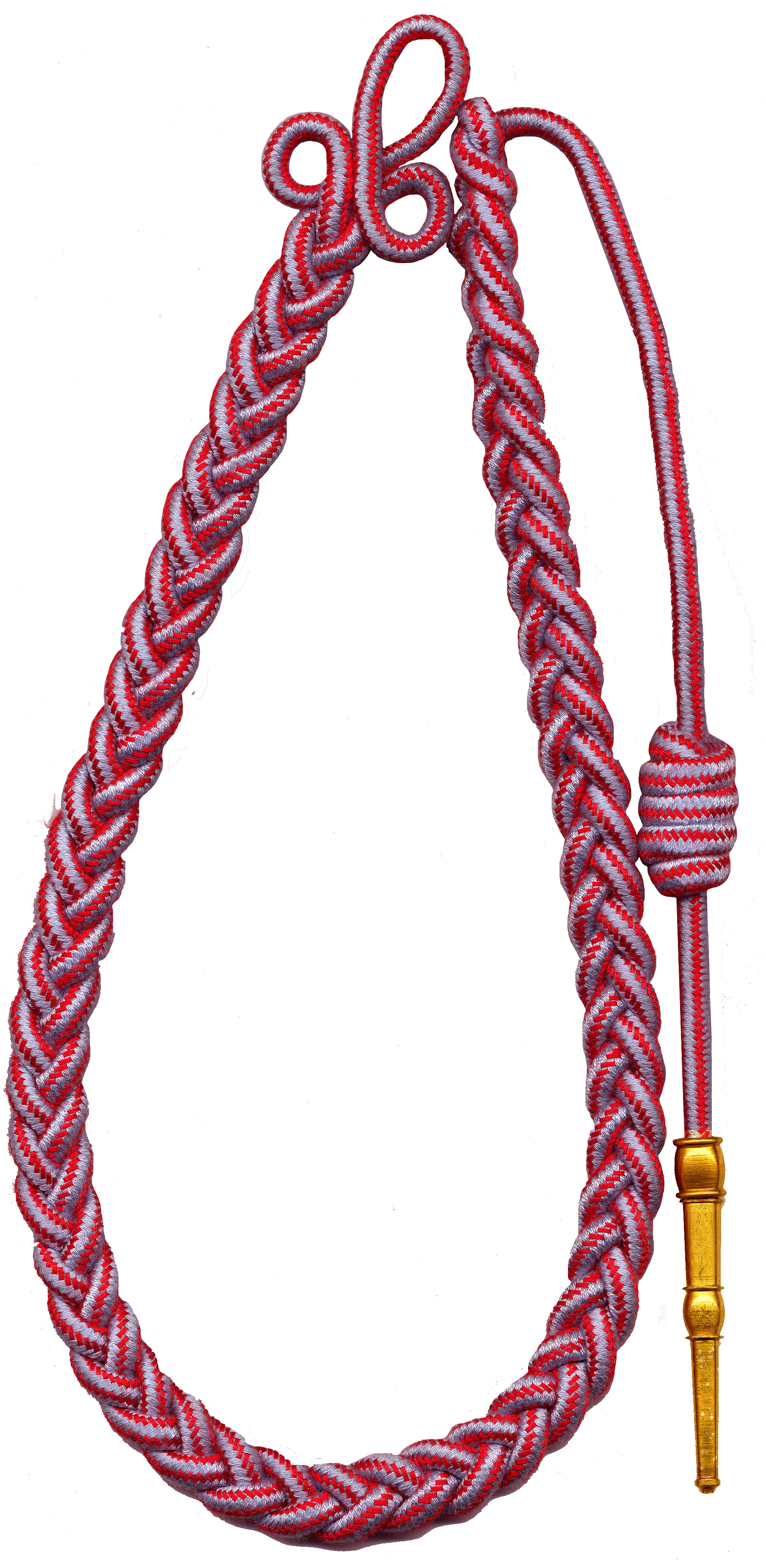
Fourragère aux couleurs du ruban des TOE.

Au nom de son régiment, le lieutenant-colonel Corvi, chef de corps du 515e régiment du train, reçoit des mains du général Lagarde, chef d'état major de l'Armée de terre, l’étendard portant l'inscription « Indochine 1947-1954 » le 17 mai 1980 à Tours.
Le 515e régiment du train est l'héritier des traditions du GT 515, il porte sur son étendard :
- une croix de guerre des théâtres d'opérations extérieures (TOE) avec deux palmes (citations à l'ordre de l'armée), une étoile de vermeil (citation à l'ordre du corps d'armée), une étoile d'argent (citation à l'ordre de la division) ;
- une fourragère aux couleurs du ruban de la croix de guerre des TOE.

Le 1er escadron de transport, héritier des traditions de la 271e CT, porte sur son fanion, une croix de guerre des TOE avec étoile de vermeil.
Le 2e escadron de transport, héritier des traditions de la 171e CT, porte sur son fanion une croix de guerre des TOE avec une étoile d'argent.
Cité à l'ordre de la brigade, avec attribution de la croix de la Valeur militaire avec étoile de bronze (2025).

## Liste des chefs de corps

### GT 515

#### Création
- Chef d'escadron Witte 01.08.1947

#### Dissolution
Le 15 août 1945 le 515 GT est dissous et devient le 2e régiment auto de transport de Normandie.

#### Reconstitution
- Chef d'escadron Lhermitte 01.01.1950
- Chef d'escadron Fourtine 02.02.1951
- Chef d'escadron Doremus 02.05.1952
- Chef d'escadron Lhermitte 16.10.1953
- Chef d'escadron Jegou 02.11.1954
- Chef d'escadron Dumont 10.09.1955
- Chef d'escadron Lhermitte 19.11.1955
- Chef d'escadron Faisan 01.08.1957
- Chef d'escadron Nicol 08.05.1959
- Chef d'escadron Chagnaud 15.08.1961
- Chef d'escadron Menonville 11.05.1963
- Chef d'escadron Fourre 30.10.1964
- Chef d'escadron Roche 25.02.1965
- Chef d'escadron Bousquet 13.07.1965
- Lieutenant-colonel Sichler 01.07.1967
- Chef d'escadron Le Guillou 13.01.1968
- Chef d'escadron Crost 01.07.1970
- Chef d'escadron Bellanger 16.03.1971
- Chef d'escadron Morgand 01.01.1973

### GTL 515

#### Nouvelle appellation
- Lieutenant-colonel Morgand 01.01.1975
- Lieutenant-colonel Meline 15.05.1975

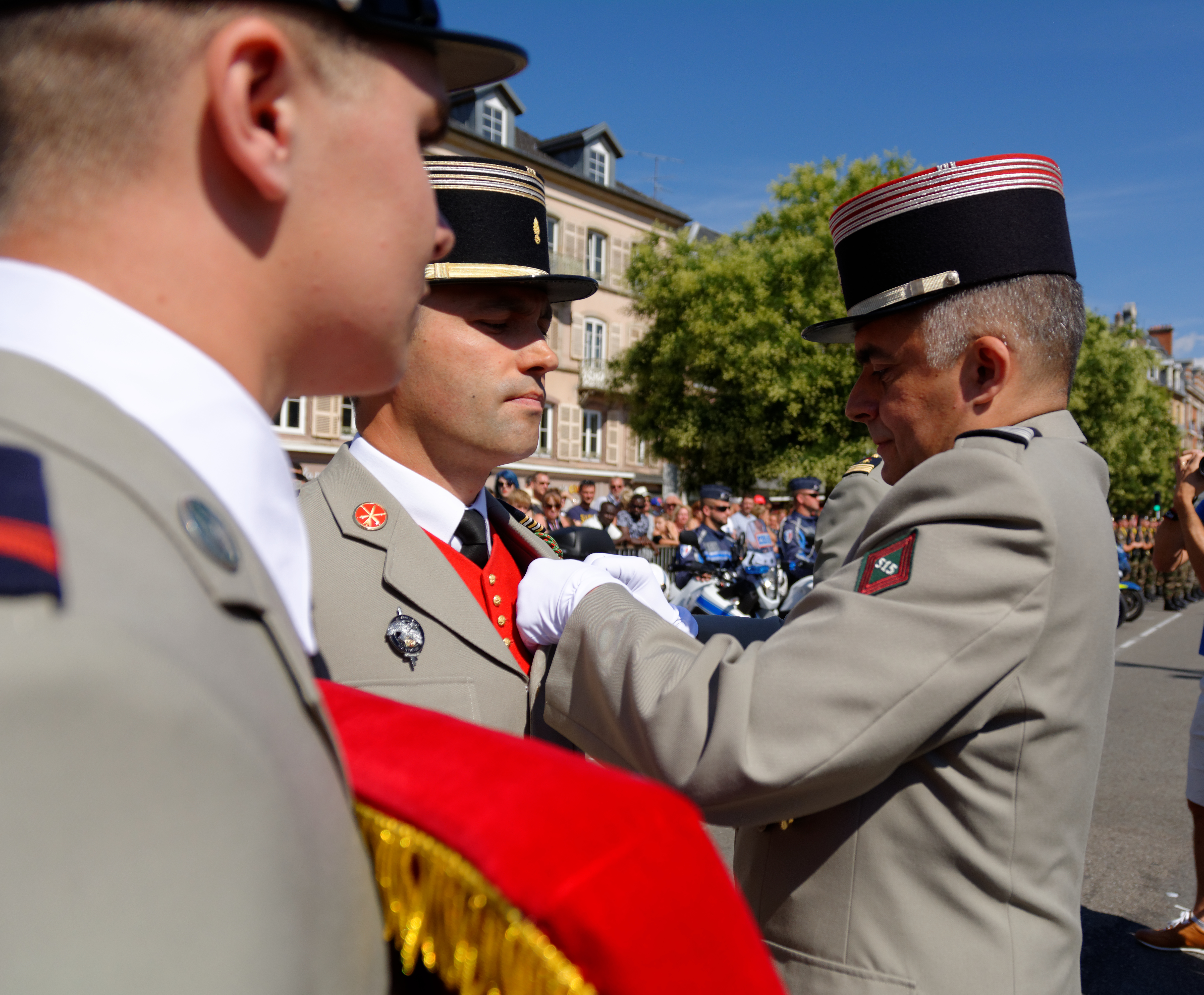
Le colonel Sabia en 2018. Chef de corps du en 2006-2008, il en porte toujours l'uniforme.

- Lieutenant-colonel Gasteuil 05.08.1977

### 515 RT

#### Nouvelle appellation
- Lieutenant-colonel Gasteuil 01.07.1978
- Lieutenant-colonel Corvi 06.08.1979
- Lieutenant-colonel Richard Pomet 30.07.1981
- Lieutenant-colonel Ottolini 01.08.1983
- Lieutenant-colonel Maillard 01.07.1985
- Lieutenant-colonel Montaru 06.08.1987
- Lieutenant-colonel Martin 28.07.1989
- Lieutenant-colonel Benoit 31.07.1992
- Lieutenant-colonel Bordenave 04.07.1995
- Colonel Houdinet 1998
- Colonel Marc 2000
- Colonel Tessier 2002
- Colonel Bacquet 2004
- Colonel Sabia 2006
- Colonel Chapeu 2008
- Colonel Ramasco 2010[14]
- Colonel Barbe 2012[14]
- Colonel Depré 2014
- Colonel de Flaujac 2016[15]
- Colonel Barbot 2018[16]
- Colonel Malergue 2020[16]

- Colonel Prévost 2022

- Colonel Bertin 2024